# Refraktor
En refraktor eller refraktorteleskop er et dioptrisk teleskop, der bruger en optisk linse som sit objektiv til at danne et billede. Refraktorteleskopets design er oprindeligt blevet anvendt i spionbriller og astronomiske teleskoper, men bruges også i andre enheder såsom kikkerter og kameralinser.

## Opfindelse
Refraktorer var den tidligste type af det optiske teleskop. Det første praktiske refraktorteleskoper syntes at forekomme i Nederlandene i omkring 1608, og blev krediteret tre personer, Hans Lippershey og Zacharias Janssen, brillemagere fra Middelburg, og Jacob Metius fra Alkmaar også kendt som Jacob Adriaanszoon.
Galileo Galilei befinder sig i Venedig omkring maj måned i 1609, og hører om opfindelsen og konstruerede sin egen udgave. Han meddeler derefter de nærmere detaljer om opfindelsen til offentligheden, og præsenterer selve instrumentet til Dogen, Leonardo Donato.
Han kan således hævde at have opfundet refraktorteleskopet uafhængigt, men ikke før han havde hørt, at andre havde gjort det.